# Afrofilistata fradei
Afrofilistata fradei är en spindelart som först beskrevs av Lucien Berland och Jacques Millot 1940.  Afrofilistata fradei ingår i släktet Afrofilistata och familjen Filistatidae. Inga underarter finns listade i Catalogue of Life.